# مادلین (کالیفرنیا)
مادلین (به انگلیسی: Madeline) یک منطقهٔ مسکونی در ایالات متحده آمریکا است که در شهرستان لاسن، کالیفرنیا واقع شده‌است. مادلین ۱٬۶۲۲ متر بالاتر از سطح دریا واقع شده‌است.